# Gmina Studzienice
Die Gmina Studzienice ist eine Landgemeinde im Powiat Bytowski (Bütower Kreis) der polnischen Woiwodschaft Pommern. Ihr Sitz ist das gleichnamige Dorf (deutsch Stüdnitz) mit etwa 880 Einwohnern.

## Geographie
Der Verwaltungsbezirk liegt in Hinterpommern, etwa zehn Kilometer südöstlich der Stadt Bytów (Bütow) und 30 Kilometer östlich der Stadt Miastko (Rummelsburg). Die Landschaft ist hügelig, der bedeutendste See ist der Kłączno (Klonschener See).

## Geschichte
Von 1975 bis 1998 gehörte die Landgemeinde zur Woiwodschaft Słupsk.

## Gliederung
Die heutige Landgemeinde umfasst 175,96 km². Folgende Ortschaften gehören ihr an:
| polnischer Name | kaschubischer Name | deutscher Name                                     |
| --------------- | ------------------ | -------------------------------------------------- |
| Bielawy         | Biélawë            |                                                    |
| Błotowo         | Błotowò            |                                                    |
| Bukówki         | Bùkòwki            | Forsthaus Offenberg (bis 1891Forsthaus Prondzonka) |
| Cechyny         | Cechënë            | Zechinen                                           |
| Chabzewo        | Chôbzewò           | Friedrichsberg                                     |
| Czarna Dąbrowa  | Czôrnô Dãbrowa     | Sonnenwalde (bis 1928 Czarndamerow)                |
| Dzierżążnik     | Dzérzãznëk         | Hopfenkrug                                         |
| Fiszewo         | Fëszewò            |                                                    |
| Imieni          | Jimiené            |                                                    |
| Jabłończ Wielka | Wiôlgë Jabłończ    | Jabloncz                                           |
| Kamionka        | Kamionka           |                                                    |
| Kłączno         | Kłończno           | Klonschen (1938–1945 Ulrichsdorf)                  |
| Kostki          | Kostki             | Forsthaus Grünhof                                  |
| Koźlice         | Koźlice            | Koselitz                                           |
| Łąkie           | Łãkié              | Lonken (1938–1945 Friedrichsee)                    |
| Lipuszki        | Lëpuszki           | Olbergshöhe                                        |
| Łubieniec       | Łubénc             | Libienz                                            |
| Małe            | Môłé               |                                                    |
| Ociaskowo       | Òciôskowò          | Helenenhof                                         |
| Okuny           | Òkunë              | Schütte                                            |
| Osława Dąbrowa  | Òsławô Dãbrowa     | Rudolfswalde (bis 1932 Oslawdamerow)               |
| Osowo Małe      | Małé Òsowò         | Ossowo                                             |
| Półczenko       | Małé Pôłczno       |                                                    |
| Półczno         | Pôłczno            | Polschen (1938–1945 Kniprode)                      |
| Prądzonka       | Prãdzonka          |                                                    |
| Przewóz         | Przéwòz            | Pschywors (1934–1945 Adolfsheide)                  |
| Rabacino        | Rabacëno           | Gröbenzin                                          |
| Róg             | Rog                | Forsthaus Sonnenwalde                              |
| Róg-Osada       | Rog                | Zollhaus Sonnenwalde                               |
| Rynszt          | Rënszt             | Rinsch, gehörte bis 1945 als Siedlung zu Pschywors |
| Skwierawy       | Skwirawë           | Squirawen (1940–1945 Ollerau)                      |
| Sominki         | Sominczi           | Somminer Mühle                                     |
| Sominy          | Sominë             | Sommin                                             |
| Studzienice     | Stëdzińce          | Stüdnitz                                           |
| Ugoszcz         | Ùgòszcz            | Bernsdorf                                          |
| Widno           | Widno              |                                                    |